# Mortadelle de Prato
La mortadelle de Prato est un saucisson cuit typique de la ville toscane du même nom.

## Histoire
La mortadelle de Prato est un saucisson paysan, fabriqué à partir de viande rejetée lors de la production de finocchiona ou de second choix, qui était fortement épicé avec du poivre noir et des grains de poivre moulus, du sel, de la pulpe d'ail écrasée, de la coriandre, de la cannelle, des clous de girofle et aromatisé avec de l'Alkermès. La production et la diffusion de la mortadelle de Prato ont décliné dans les années 1950, à tel point qu'elle risquait même de disparaître de la mémoire, en raison du fait qu'elle n'était pas produite avant les années 1950. La cause en était de la prospérité accrue qui a entraîné une préférence pour les mortadelles fines d'autres régions. Ce n'est que dans les années 1990 que l'on a redécouvert cette viande séchée.
La zone de production actuelle comprend les communes de Prato, Agliana, Quarrata et Montale, dans la province de Pistoia. C'est un produit labellisé IGP depuis les années 1970. Il est aussi labellisé IGP depuis février 2016 et un Arche du goût attribué par Slow Food en 2000.